# Gare de Rivaz
La gare de Rivaz est une gare ferroviaire située sur le territoire de la commune suisse de Rivaz dans le canton de Vaud.

## Situation ferroviaire
Établie à 377 mètres d'altitude, la gare de Rivaz est située au point kilométrique 13,55 de la ligne du Simplon, entre les gares d'Épesses (vers Lausanne) et de Saint-Saphorin (en direction de Brigue).
Elle est dotée de deux voies entourées par deux quais latéraux.

## Histoire
La gare de Rivaz a été mise en service en même temps que la section de Lausanne à Villeneuve de la ligne du Simplon en 1861,.
Le 1er juin 2015, un ressortissant français agent de sécurité a été percuté par un train en traversant les voies vers 22 h 40. Il assurait la sécurisation d'un chantier pour les CFF.

## Service des voyageurs

### Accueil
Gare des CFF, elle est dotée d'un bâtiment voyageurs fermé ainsi que d'un abri et d'un distributeur automatique de titres de transport sur chaque quai. La gare n'est pas accessible aux personnes à mobilité réduite.
Un parc relais offrant 11 places de stationnement pour les automobiles est situé à côté du bâtiment voyageurs, devant la gare.

### Desserte
La gare fait partie du réseau express régional vaudois, assurant des liaisons rapides à fréquence élevée dans l'ensemble du canton de Vaud. Elle est desservie par les trains de la ligne R4 du RER Vaud à raison d'une fois par heure et par sens :
- R4 : Le Brassus /Vallorbe – Cossonay-Penthalaz – Lausanne – Vevey – Montreux – Villeneuve – Aigle – Bex (– Saint-Maurice).

### Intermodalité
La gare de Rivaz est en correspondance avec les bateaux de la Compagnie générale de navigation sur le lac Léman effectuant des croisières entre Lausanne et le Château de Chillon au niveau du débarcadère « Rivaz-St-Saphorin (lac) ».